# Murtensko jezero
Murtensko jezero (njem. Murtensee, fra. Lac de Morat) prirodno je jezero na sjeverozapadu Švicarske. Nalazi se na teritoriju kantona Fribourg i Vaud. Nazvano je po gradiću Murtenu koji se nalazi na južnoj obali jezera.

## Zemljopis
Murtensko jezero površine 22,6 km² proteže se u smjeru jugozapad-sjeveroistok. Nalazi se na zapadu Švicarske visoravni, na zemljopisnom području Zemlje triju jezera. Na kraju posljednjeg ledenog doba činilo je jedinstvenu vodenu površinu se Neuchâtelskim i Bielskim jezerom.
Glavna pritoka je rijeka Broye koja se ulijeva u jezero na njegovom zapadnom rubu. Kroz kanal Broye na sjeveroistočnom rubu povezano je s Neuchâtelskim jezerom. Površina vodenog sliva Murtenskog jezera je 697 km².
Na jezeru se nalazi i jedan otočić površine od oko 1000 m².
Površina jezera je neinkorporirano područje koje ne pripada nijednoj općini već je pod izravnom jurisdikcijom kantona.

## Povijest
Od vremena neolitika obale jezera se među najnaseljenijim područjima Švicarske visoravni. Tijekom perioda halštatske kulture zbog visoke razine voda, stanovništvo se smješta po okolnim uzvisinama prvenstveno na brijegu Mont Vully. Rimski oppidum smješta se na vrhu brijega između 150. i 50. godine pr. Kr. Svega na 4 km udaljenosti od jezera nalazio se grad Aventicum, sjedište naroda Helveta koji će biti među najvažnijim gradovima današnje Švicarske za vrijeme vladavine Rimljana. Jezero se stoga našlo uz glavne ceste koje su povezivale rimska naselja.
Zbog velikog ribljeg fonda od srednjeg vijeka do početka 20. stoljeća ribarstvo će biti među glavnim gospodarskim djelatnostima okolnih naselja. Nakon regulacije vodenih tokova krajem 19. stoljeća razina vode smanjit će se za 3,3 metra. Od 1960-tih godina na obalama jezera intezivnije se razvija jezerski turizam.